# Painted Ruins
Painted Ruins je čtvrté studiové album americké hudební skupiny Grizzly Bear. Vydání bylo 18. srpna roku 2017 vydavatelstvím RCA Records). Producentem alba byl jeden z členů kapely, baskytarista Chris Taylor. Ten tuto funkci zastával i na předchozích deskách kapely Grizzly Bear. Nahrávání alba probíhalo jak ve státě New York, odkud kapela pochází, tak i v různých studiích v okolí Los Angeles. První singl z alba, nazvaný „Three Rings“, byl představen již 4. května 2017.

## Seznam skladeb
1. Wasted Acres
2. Mourning Sound
3. Four Cypresses
4. Three Rings
5. Losing All Sense
6. Aquarian
7. Cut-Out
8. Glass Hillside
9. Neighbors
10. Systole
11. Sky Took Hold

## Obsazení
- Ed Droste – zpěv
- Daniel Rossen – zpěv, kytara, klavír, syntezátory, varhany, violoncello
- Chris Taylor – zpěv, baskytara, saxofon, klarinet, flétna, basová harmonika, syntezátory, programování bicích
- Christopher Bear – bicí, perkuse, syntezátory, zpěv, programování bicích, elektrické piano, pedálová steel kytara